# (7538) Zenbei
(7538) Zenbei ist ein Asteroid des inneren Hauptgürtels, der am 15. November 1996 vom japanischen Amateurastronomen Takao Kobayashi am privaten Oizumi-Observatorium (IAU-Code 411)  in Ōizumi, Präfektur Gunma, in Japan entdeckt wurde.
Der Asteroid wurde am 1. Mai 2003 zu Ehren des japanischen Optikers Iwahashi Zenbei (1756–1811) benannt, der 1801 ein Instrument namens Heitengi (平天儀) zur Berechnung der Bewegung von Himmelskörpern und Gezeiten entwickelte, nachdem er bereits 1793 sein erstes Teleskop konstruierte.